# Antonio Marín Muñoz
Antonio Marín Muñoz (Lopera, Jaén, 7 de mayo de 1970) es un escritor e historiador español, especializado en la historia contemporánea de España.

## Biografía
Es licenciado en Derecho por la Universidad de Granada. En el año 2001, publicó su primer libro, titulado La Guerra Civil en Lopera y Porcuna (1936-1939), que cuenta con cuatro ediciones.
Durante 2003, desempeñó el cargo de Coordinador Provincial en Jaén de la Asociación para la Recuperación de la Memoria Histórica de Andalucía. Pertenece a la Asociación Nacional de Historia Contemporánea. 
Junto a su faceta de escritor, Antonio colabora en artículos de opinión y de historia, así como de información general en medios de comunicación escrita. Es el director y fundador de los diarios Campiña Digital y Lopera Digital.
En 2007, publicó el libro La reconstrucción de la provincia de Jaén bajo el Franquismo, un estudio que detalla las obras de reconstrucción realizadas luego de la Guerra Civil.
En el año 2012, publicó su novela Los años difíciles en Jaén, que reconstruye la vida de un español durante la posguerra en un pueblo de Jaén.
En el año 2019 publicó la novela “República. Jaén 1931”, que recoge la historia del jornalero Andrés Martos durante el inicio de la Segunda República Española.